# 查納蘭比鎮區 (明尼蘇達州莫雷縣)
查納蘭比鎮區（英語：Chanarambie Township）是位於美國明尼蘇達州莫雷縣的一個行政鎮區。

## 歷史
查納蘭比鎮區於1879年設立，得名自附近同名的溪。該溪得名自「隱藏的木頭」的達科他語。

## 地方資料
查納蘭比鎮區的面積為92.34平方千米，當中陸地面積為92.33平方千米，而水域面積為0.01平方千米。根據2020年美國人口普查的數據，當地共有人口201人，而人口密度為每平方千米2.18人。